# المقروضة (المخادر)

تعديل مصدري - تعديل

المقروضة هي إحدى قرى عزلة الشرف بمديرية المخادر التابعة لمحافظة إب، بلغ تعداد سكانها 189 نسمة حسب تعداد اليمن لعام 2004.